# Championnat de Côte d'Ivoire de football 2012
Navigation
2011 2012-2013
Le Championnat de Côte d'Ivoire de football 2012 est la cinquante-quatrième édition du Championnat de Côte d'Ivoire de football. La ligue oppose les quatorze meilleurs clubs ivoiriens en un tournoi aller-retour hebdomadaire au sein de deux poules. À l'issue de cette première phase, les trois premiers de chaque po|ule jouent la poule pour le titre tandis que les deux derniers disputent une poule de relégation. 
Cette formule, raccourcie puisqu'elle ne nécessite que 22 journées de championnat (12 pour la première phase, 10 pour la seconde) a été mise en place à la suite de la crise qu'a connue le pays après l'élection présidentielle de 2010. En effet, la victoire d'Alassane Ouattara n'est proclamée que le 4 mai 2011 et le championnat ne démarre que trois semaines plus tard.
C'est le club de Séwé Sports de San  Pédro qui remporte le titre cette saison, après avoir terminé en tête de la poule finale, avec trois points d'avance sur l'AFAD Djékanou (nouveau nom de l'Académie F.A. Diallo) et l'ASEC Mimosas. C'est le 1er titre de champion de Côte d'Ivoire de l'histoire du club.

## Les 14 clubs participants
| - ASEC Mimosas - AFAD Djékanou - ASI d'Abengourou - Issia Wazi - SOA - ASC Ouragahio - Séwé Sports | - ES Bingerville - Promu de Division 2 - Denguelé Sports - EFYM - Promu de Division 2 - Africa Sports - Stella d'Adjamé - USC Bassam - JC Abidjan |

## Compétition
Le barème utilisé pour le classement est le suivant :
- Victoire : 3 points
- Match nul : 1 point
- Défaite, abandon ou forfait : 0 point

### Première phase

#### Groupe A
| Rang | Équipe           | Pts | J  | G | N | P | Bp | Bc | Diff |
| ---- | ---------------- | --- | -- | - | - | - | -- | -- | ---- |
| 1    | Séwé Sports      | 22  | 12 | 6 | 4 | 2 | 11 | 7  | +4   |
| 2    | Stella d'Adjamé  | 16  | 12 | 3 | 7 | 2 | 9  | 8  | +1   |
| 3    | USC Bassam       | 16  | 12 | 4 | 4 | 4 | 14 | 14 | 0    |
| 4    | Africa Sports T  | 16  | 12 | 3 | 7 | 2 | 9  | 6  | +3   |
| 5    | EFYM P           | 15  | 12 | 4 | 3 | 5 | 11 | 13 | -2   |
| 6    | ASI d'Abengourou | 14  | 12 | 3 | 5 | 4 | 8  | 9  | -1   |
| 7    | Issia Wazi       | 11  | 12 | 3 | 2 | 7 | 9  | 14 | -5   |

|  | Qualification pour la poule pour le titre |
|  | Participation à la poule de relégation    |

#### Groupe B
| Rang | Équipe           | Pts | J  | G | N | P | Bp | Bc | Diff |
| ---- | ---------------- | --- | -- | - | - | - | -- | -- | ---- |
| 1    | AFAD Djékanou    | 23  | 12 | 6 | 5 | 1 | 18 | 8  | +10  |
| 2    | ASEC Mimosas     | 22  | 12 | 6 | 4 | 2 | 10 | 5  | +5   |
| 3    | JC Abidjan       | 19  | 12 | 5 | 4 | 3 | 11 | 8  | +3   |
| 4    | Denguelé Sports  | 15  | 12 | 4 | 3 | 5 | 9  | 9  | 0    |
| 5    | ES Bingerville P | 14  | 12 | 4 | 2 | 6 | 8  | 11 | -3   |
| 6    | ASC Ouragahio    | 12  | 12 | 3 | 3 | 6 | 11 | 20 | -9   |
| 7    | SOA              | 9   | 12 | 2 | 3 | 7 | 14 | 20 | -6   |

|  | Qualification pour la poule pour le titre |
|  | Participation à la poule de relégation    |

### Seconde phase

#### Poule pour le titre
| Rang | Équipe          | Pts | J  | G | N | P | Bp | Bc | Diff |
| ---- | --------------- | --- | -- | - | - | - | -- | -- | ---- |
| 1    | Séwé Sports     | 19  | 10 | 5 | 4 | 1 | 15 | 10 | +5   |
| 2    | AFAD Djékanou   | 16  | 10 | 5 | 1 | 4 | 16 | 11 | +5   |
| 3    | ASEC Mimosas C  | 16  | 10 | 4 | 4 | 2 | 11 | 8  | +3   |
| 4    | USC Bassam      | 11  | 10 | 2 | 7 | 1 | 10 | 9  | +1   |
| 5    | JC Abidjan      | 8   | 10 | 2 | 2 | 6 | 6  | 13 | -7   |
| 6    | Stella d'Adjamé | 7   | 10 | 1 | 4 | 5 | 9  | 16 | -7   |

|  | Qualification pour la Ligue des champions de la CAF 2013 |
|  | Qualification pour la Coupe de la confédération 2013     |

#### Poule de relégation
| Rang | Équipe           | Pts | J | G | N | P | Bp | Bc | Diff |
| ---- | ---------------- | --- | - | - | - | - | -- | -- | ---- |
| 1    | SOA              | 6   | 3 | 2 | 0 | 1 | 8  | 3  | +5   |
| 2    | ASI d'Abengourou | 5   | 3 | 1 | 2 | 0 | 6  | 3  | +3   |
| 3    | Issia Wazi       | 4   | 3 | 1 | 1 | 1 | 4  | 6  | -2   |
| 4    | ASC Ouragahio    | 1   | 3 | 0 | 1 | 2 | 2  | 8  | -6   |

|  | Maintien pour la Ligue 1   |
|  | Relégation pour la Ligue 2 |

## Bilan de la saison
| Championnat de Côte d'Ivoire de football 2012 |                         |
| Champion                                      | Séwé Sports (1er titre) |
| Coupes et trophées                            |                         |
| Vainqueur de la Coupe de Côte d'Ivoire 2012   | Stella d'Adjamé         |
| Qualifications continentales                  |                         |
| Ligue des champions de la CAF 2013            | Séwé Sports             |
| Ligue des champions de la CAF 2013            | AFAD Djékanou           |
| Coupe de la confédération 2013                | ASEC Mimosas            |
| Coupe de la confédération 2013                | Stella d'Adjamé         |
| Promotions et relégations                     |                         |
| Promus en MTN Ligue 1                         | SC Gagnoa               |
| Promus en MTN Ligue 1                         | CO Korhogo              |
| Relégués en MTN Ligue 2                       | Issia Wazi              |
| Relégués en MTN Ligue 2                       | ASC Ouragahio           |